# Umlug
Umlug (en árabe أملج) es una ciudad en la provincia Tabuk, en Arabia Saudita. La ciudad tiene puerto. Umlug situada a distancia de 130km de la ciudad Yanbu y a distancia de 500km de la ciudad Tabuk la capital de la provincia.    

## Geografía de la ciudad
Amlag situada en la costa del mar rojo, en longitud (14/37) y en latitud (5/25), entre las ciudades Yanbu del sur y Alwaga del norte. En Amleg se exsisten muchos lugares que contienen hallagoz históricos. 
en los últimos años, la ciudad ha crecido y desarrollada debido a la apertura de ruta marítima entre Duba (en  Arabia Saudita) y sfaga (en Egipto).  
En frente de las costas de Amlag, hay muchas islas. Las más famosas islas son Gabel jasan y Om sjara. Además de esas islas exsiste un grupo de isalas al norte de Amlag. Este grupo contiene siete islas, la nombre de este grupo es "Las islas de alfoida". También se exsiste isla que se llama "Ston",la isla sitúa al norte de la ciudad antes de "Wadi aljamed".  
La ciudad antigua de Amlag fue una de las ciudades comerciales más grandes en Arabia Saudita (después Meca). Pero con el tiempo el comercio ha cesado en esta ciudad.    

## Población
Hay 38 miles de habitantes en Umlug. la ,mayoría de las habitantes trabajan en pesca, agricultura y pastoreo. 

- Datos: Q12239227
- Multimedia: Umluj / Q12239227